# La Vall de Tormo
La Vall de Tormo (en espanyol i oficialment, Valdeltormo) és un municipi del Matarranya, a la província de Terol (comunitat autònoma d'Aragó). A tota la comarca, este municipi és conegut com la Vall, sense l'afegit de Tormo. El poble s'edifica en una vall, coneguda localment per la Vall del Riu, que desaigua al Matarranya davant la Torre del Comte. Lo filòleg Joan Coromines diu que Tormo significa penyal isolat i que la desembocadura de la vall hi ha una partida anomenada Tormo, d'on agafà el nom.
És una vila de 322 habitants, però com la major part dels pobles rurals en èpoques passades també tingué la seua transcendència. L'any 1920 va tenir més de 800 habitants i, anys després, quan se posà en marxa el Ferrocarril Val de Zafán - Sant Carles de la Ràpita -–més ben dit a Tortosa, perquè a Sant Carles lo tren mai no hi arribà--, tingué estació pròpia. Lo nom d'esta estació agafà força renom quan, lo 29 de gener de 1948, vuit guerrillers del maquis assaltaren lo tren i, després de fer-ne baixar els viatgers, hi feren esclatar una bomba.
Los de la Vall tenen fama de ser bons músics, i ho són. La cosa començà l'any 1943 quan un grup de joves de la localitat demanaren al mossèn de la parròquia que els ensenyés de tocar la guitarra. Lo mossèn los contestà que, per tocar un instrument, primer s'havia d'aprendre música. Ràpidament se posaren a la feina. Formaren una banda i, malgrat la moral d'aquell temps, també hi inclogueren les noies. No trigaren gaire a fer la primera presentació i seguidament començaren a tocar pels pobles.
Després vingueren les orquestres, formacions de menys components i molt de moda. Mossèn León ensenyà música a tots los joves del poble que volgueren aprendre de tocar un instrument a i també als qui hi acudien dels pobles del voltant. Com ell mateix afirmà, mai no cobrà una pesseta. Si avui a la comarca del Matarranya hi ha una gran tradició musical, los orígens arranquen d'est home, que preferí sacrificar la seua carrera musical per a ser el capellà de la Vall i restar per sempre a la vora dels seus feligresos. Mossèn León cada diumenge també celebrava missa a l'església de Sant Joan Degollat, del poble anomenat El Mas del Llaurador.
Los principis de la història de la població són confusos. La Vall, com la resta de la comarca, fou conquerida i repoblada pels senyors de Torroja, que lluitaven sota la bandera del comte Ramon Berenguer IV. Un dels primers documents en què apareix lo nom de la vila són uns censos de població i recaptació dels anys 1409 i 1414. En estos censos la Vall de Tormo pagava 18 maravedís, i la Torre Cremada, 12.
Este darrer nucli de població està enclavat dintre del seu terme i actualment és un despoblat. En estos primers anys de la seua història, la figurava com una de les aldees d'Alcanyís i la població era administrava a través d'una confraria dedicada a la Mare de Déu de l'Assumpció amb finalitats religioses, polítiques i administratives. L'església parroquial, dedicada a esta advocació, té una portalada renaixentista amb data del 1698, però segurament n'hi devia haver una anterior, perquè l'any 1407 lo veïnat ja tenia església. La vila conserva l'estructura emmurallada i encara hi ha un carrer que porta el nom de Portal, com a testimoni de l'antic recinte clos.